# セマウル運動

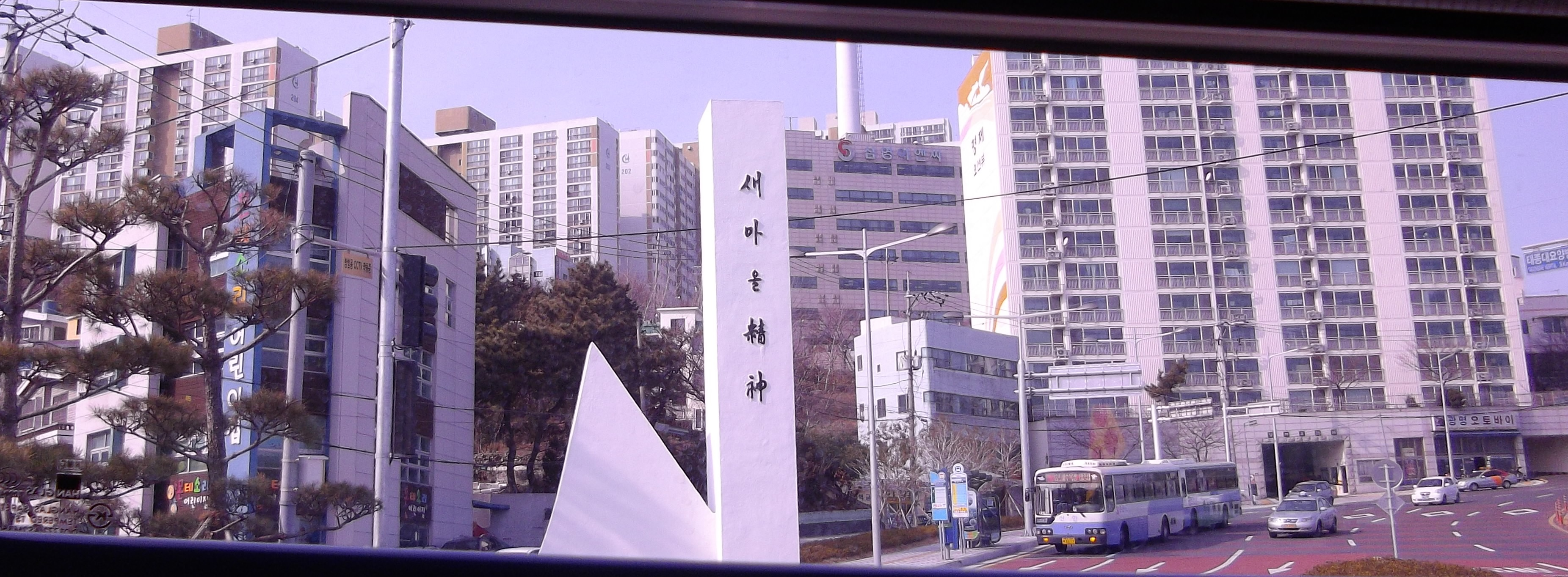
「セマウル精神」と記された標柱（釜山市影島区）

セマウル運動（セマウルうんどう、朝: 새마을운동）は、韓国で展開された地域開発運動。「勤勉」「自助」「協同」を基本精神とし、1971年から全国規模に拡大した。農民の生活の革新、環境の改善、所得の増大を通じ、それまで経済開発から取り残されていた農村の近代化を、主として政府主導で実現した。
「セマウル」の意味は「新しい村」である（セマウルの朝鮮語表記「새마을」の「새」は「新しい」を、「마을」は「村」や「村落」をそれぞれ意味する）。1970年4月22日に朴正煕大統領が全国地方長官会議で提唱したのが始まりで、同時期の北朝鮮における国民運動の千里馬（チョルリマ）運動を意識した政策と考えられる。デンマークの農村開発やモシャブやキブツ等のイスラエルの農村運動、アメリカの4Hクラブがモデルとして影響を受けている。一方で日本統治時代に朝鮮総督府が進めた農村振興運動に類似しているとして、進歩派からは批判的な評価を受けている。
この運動にちなみ、朴大統領自身が「セマウル運動歌」を作詞・作曲したのに続き、快活な「セマウル歌謡」が次々と作られ、放送や拡声器を通じて終日流布された。また優等列車が「セマウル号」と命名されたほか、金融機関である「セマウル金庫」（새마을금고、セマウルクムゴ）が設置された。大韓民国政府はセマウル運動を通じて国家社会発展に寄与した功績が明確な者に授与する「セマウル勲章」を1973年に制定している。
なお、1963年に慶尚南道では独自の「セマウル運動」が楊燦宇知事の下で行われた。また、セマウル運動の発祥地は慶尚北道の清道郡とされており、「セマウル運動発祥の地・清道」というキャッチフレーズとセマウルのイメージが入ったマークを特許庁に商標登録したと発表した。一方、浦項市は同市北区杞渓面の文星洞が公式的なセマウル運動の発祥地であるとしており、発祥地をめぐって慶尚北道清道郡と浦項市は法廷でも争った。

## 運動の目標
セマウル運動の目標は以下の通り。
1. 全ての住民を自発的にこの運動に参加させ、いわゆる精神革命を起こす。
2. 社会開発を通じて住民がより暮らしやすい村で、福祉生活を楽しむ。
3. 経済開発を通じて村の労働生産性を向上させ、個人所得を高める。

## 源流
セマウル運動の源流は、1930年代に朝鮮総督府の宇垣一成総督が進めた農村振興運動である。
宇垣総督の下では、世界恐慌後の悪弊であった「高利債の整理」「収支の均衡」「食糧の充実」ということに重点がおかれた。
朴正煕は、農村振興運動の人材育成のための指定校だった慶尚北道の聞慶国民学校で教師をしており、地域の農場でも指導していた。セマウル運動の標語は農業振興運動の標語と全く同じである。

## 発展
2009年より韓国政府はアジア・アフリカの途上国における農村近代化運動支援事業としてセマウル運動の実践指導をはじめ成果を上げている。これをうけ、「セマウル運動記録物」がユネスコ（国際連合教育科学文化機関）が推進する記憶遺産に2013年に登録された。
一方、進歩・革新系の文在寅が大統領に就任した以降、「セマウル運動」に関連する事業が大幅に縮小し、「セマウル」に由来する名前が変更されるようになったことが見られた。文政権の「積弊清算」政策の一環であると考えられる。

## 関連文献
- 大韓民国大統領秘書室（編）、1976年12月『セマウル 1976』大韓民国。
- 大韓民国大統領秘書室（編）、1977年『セマウル 1977』大韓民国。
- 大韓民国大統領秘書室（編）、1978年『セマウル 1978』大韓民国。